# Sofie Eriksson
Sofie Eriksson (née le 13 décembre 1992) est une femme politique suédoise. Elle est députée européenne pour la Suède depuis juillet 2024, ayant été élue aux élections européennes de 2024.

## Biographie
Elle est membre du Riksdag de janvier 2022 à juillet 2024, représentant le comté de Dalécarlie,. Elle est affiliée aux sociaux-démocrates, qui font partie de l'Alliance progressiste des socialistes et démocrates.